# 坎比亞 (塔爾圖縣)

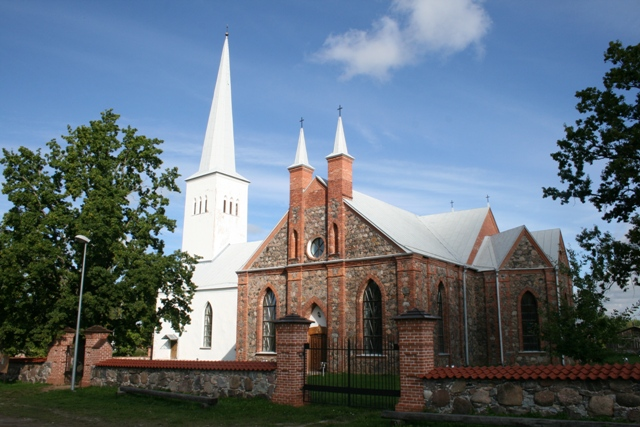
坎比亚教堂

坎比亞，是愛沙尼亞塔爾圖縣坎比亞市鎮内的小鎮，位於該國東南部，始建於1926年，距離塔爾圖18公里，2011年該小鎮人口689。